# أبو شربان (قرية)
قرية أبو شربان هي إحدى القرى التابعة لمركز ببا في محافظة بني سويف في جمهورية مصر العربية. حسب إحصاءات سنة 2006، بلغ إجمالي السكان في أبو شربان 7569 نسمة، منهم 3768 رجل و3801 امرأة.